# Pine River Breaks Park
Pine River Breaks Park är en park i Kanada.   Den ligger i provinsen British Columbia, i den centrala delen av landet, 3 400 km väster om huvudstaden Ottawa. Pine River Breaks Park ligger 634 meter över havet.
Terrängen runt Pine River Breaks Park är kuperad söderut, men norrut är den platt. Pine River Breaks Park ligger nere i en dal som går i öst-västlig riktning.Trakten runt Pine River Breaks Park är nära nog obefolkad, med mindre än två invånare per kvadratkilometer.. Närmaste större samhälle är Chetwynd, 16,8 km väster om Pine River Breaks Park.
I omgivningarna runt Pine River Breaks Park växer i huvudsak blandskog.